# كيري هولم
كيري هولم (بالإنجليزية: Keri Hulme)‏ (9 مارس 1947، كرايستشرش في نيوزيلندا)؛ كاتِبة، شاعرة وروائية نيوزيلندية.

## الجوائز
- جائزة بوكر الأدبية

## روابط خارجية
- كيري هولم على موقع الموسوعة البريطانية (الإنجليزية)